# Selecció de bàsquet de Lituània

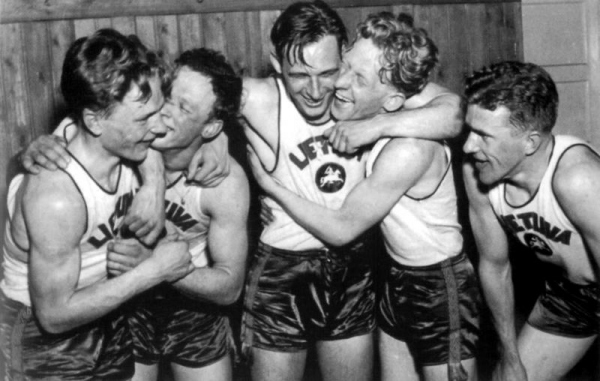
Selecció de Lituània l'any 1937.

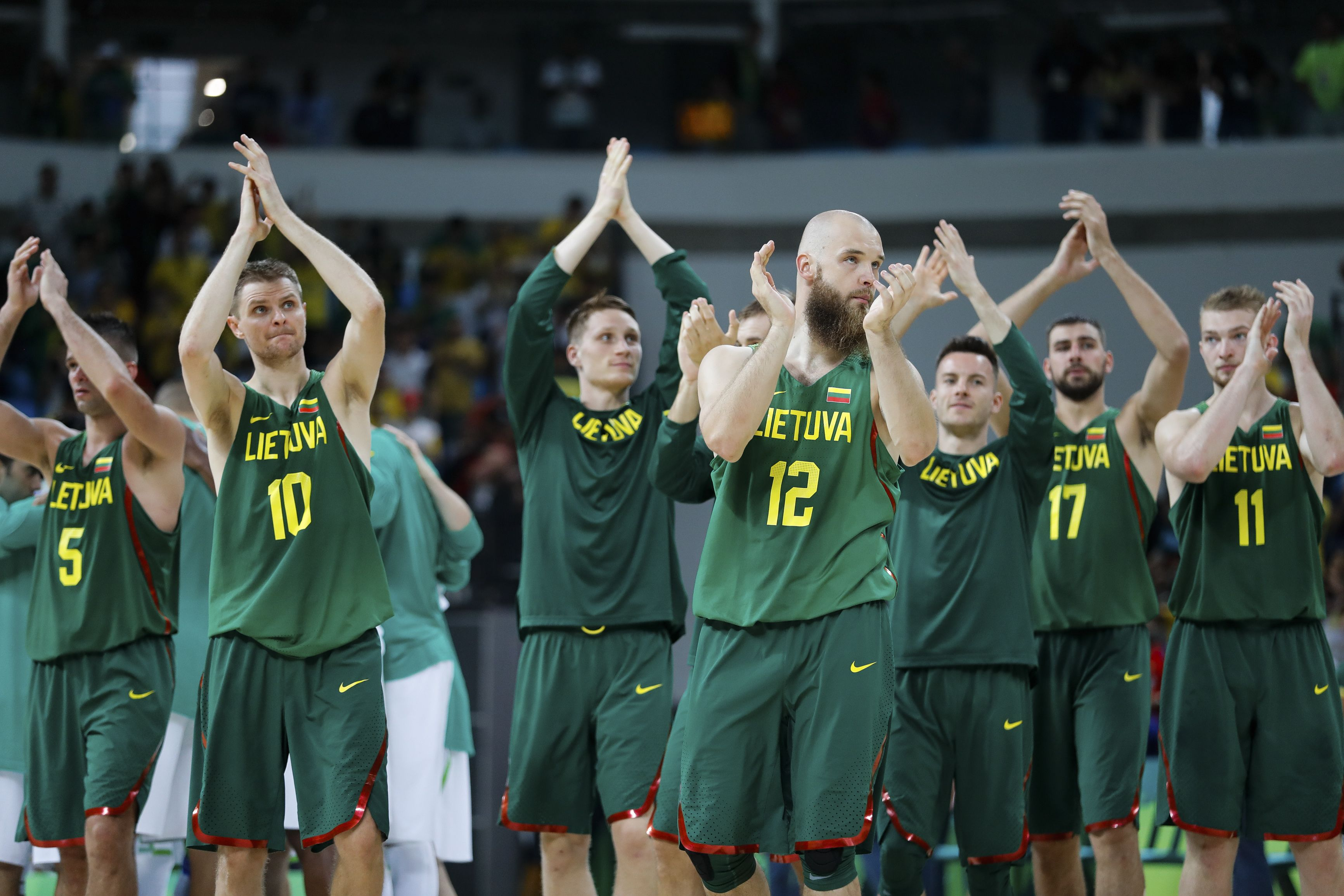
Selecció de Lituània l'any 2016.

La selecció de bàsquet de Lituània representa Lituània en les competicions internacionals de bàsquet. Lituània és històricament un dels equips amb més èxit, havent guanyat medalles en tres de cinc Jocs Olímpics (totes de bronze).

## Classificacions

### Jocs Olímpics
- 1992 -  3
- 1996 -  3
- 2000 -  3
- 2004 - 4
- 2008 - 4
- 2012 - 8
- 2016 - 7

### Campionats mundials
- 1998 - 7
- 2006 - 7
- 2010 -  3
- 2014 - 4
- 2019 - 9

### Campionats europeus
- 1937 -  1
- 1939 -  1
- 1995 -  2
- 1997 - 6
- 1999 - 5
- 2001 - 11
- 2003 -  1
- 2005 - 5
- 2007 -  3
- 2009 - 11
- 2011 - 5
- 2013 -  2
- 2015 -  2
- 2017 - 9
- 2022 -

## Jugadors notables

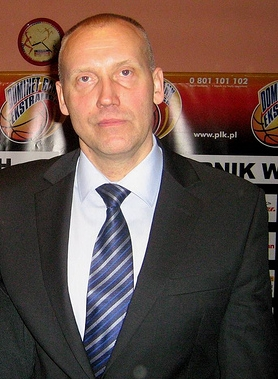
Rimas Kurtinaitis

Fonts:
- Stepas Butautas
- Valdemaras Chomičius
- Gintaras Einikis
- Šarūnas Jasikevičius
- Robertas Javtokas
- Sergėjus Jovaiša
- Artūras Karnišovas
- Rimantas Kaukėnas
- Jonas Kazlauskas
- Linas Kleiza
- Rimas Kurtinaitis
- Kšyštof Lavrinovič
- Pranas Lubinas
- Arvydas Macijauskas
- Šarūnas Marčiulionis
- Modestas Paulauskas
- Arvydas Sabonis
- Ramūnas Šiškauskas
- Darius Songaila
- Saulius Štombergas
- Jonas Valančiūnas
- Mindaugas Žukauskas
- Eurelijus Žukauskas